# Otto V van Waldeck-Eisenberg
Graaf Otto V van Waldeck-Eisenberg (ca. 1504 – Lage, 8 maart 1541), Duits: Otto V. Graf von Waldeck-Eisenberg, was een graaf uit het Huis Waldeck. Hoewel hij door de historici wordt meegeteld bij de regerende graven van Waldeck, heeft hij nimmer geregeerd. Hij trad toe tot de Johannieterorde.

## Biografie
Otto werd waarschijnlijk in 1504 geboren als de oudste zoon van graaf Filips III van Waldeck-Eisenberg en diens eerste echtgenote gravin Adelheid van Hoya.
Op 22 november 1538 werd bij verdrag de verdeling van het graafschap Waldeck geregeld, met medewerking van landgraaf Filips I van Hessen. Een deel werd toegekend aan de twee zonen uit het eerste huwelijk, Otto en Wolraad II, het andere aan de zonen uit het tweede huwelijk, Filips V, Johan I en Frans II. Bij het erfverdrag verkregen Otto en Wolraad onder andere de helft van Slot Waldeck en de helft van de stad Waldeck – de andere helft bezat graaf Filips IV van Waldeck-Wildungen – en verschillende dorpen van het gelijknamige Amt, Slot Eisenberg en Slot Eilhausen met dorpen, het vaderlijke deel van Sachsenhausen, Sachsenberg en Naumburg alsmede van Korbach en het vrije graafschap Düdinghausen. Na het overlijden van hun vader in 1539 nam Wolraad het in bezit omdat Otto afstand deed en toetrad tot de Johannieterorde.
Otto werd Balliv (baljuw) in Westfalen en bestuurde de commanderij in Lage in het Amt Vörden van het bisdom Osnabrück en die van Steinfurt, in de stad en het graafschap van die naam.
Otto overleed in Lage op 8 maart 1541.

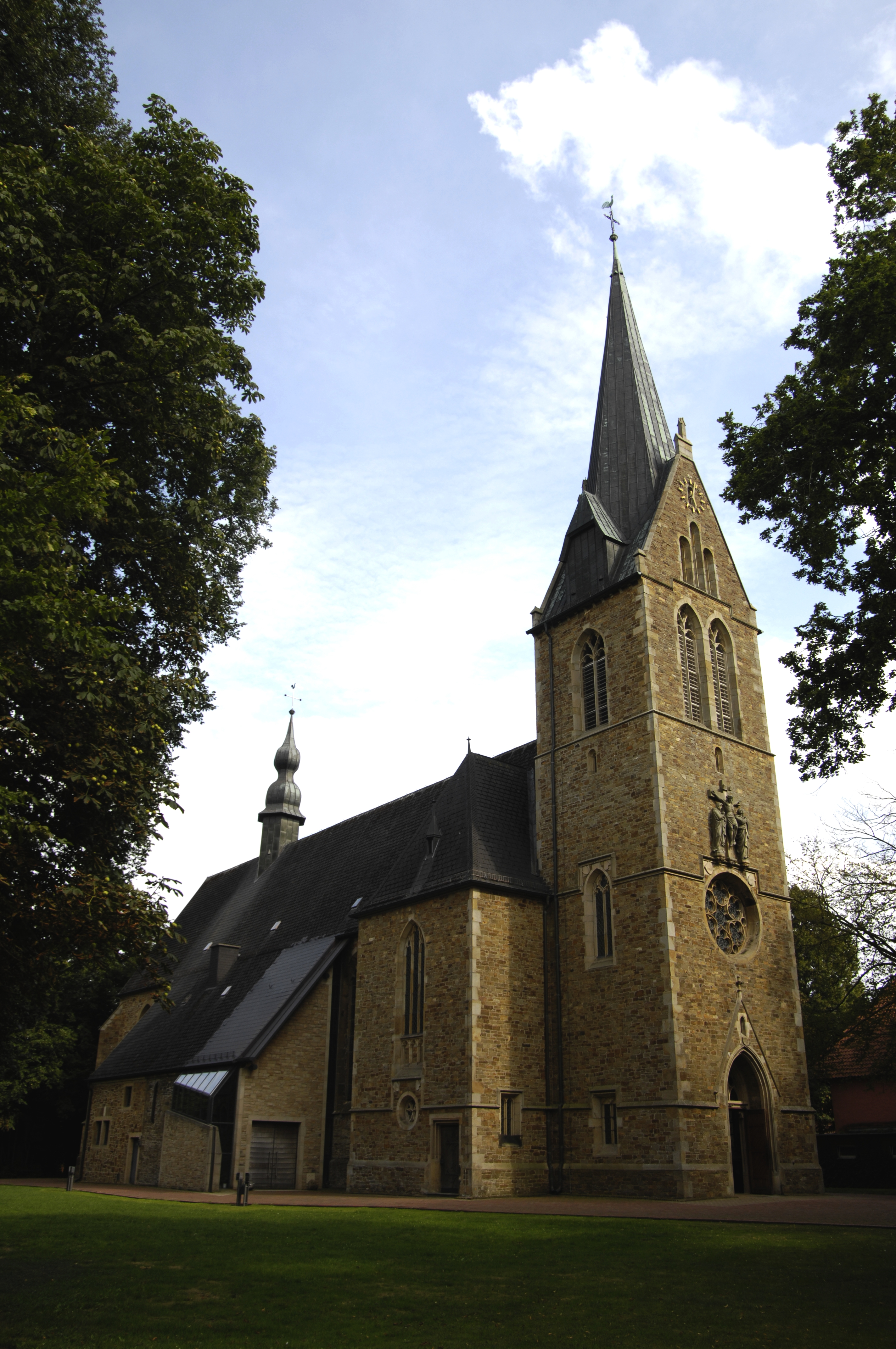
De Wallfahrtskirche, de kerk van de commanderij Lage.
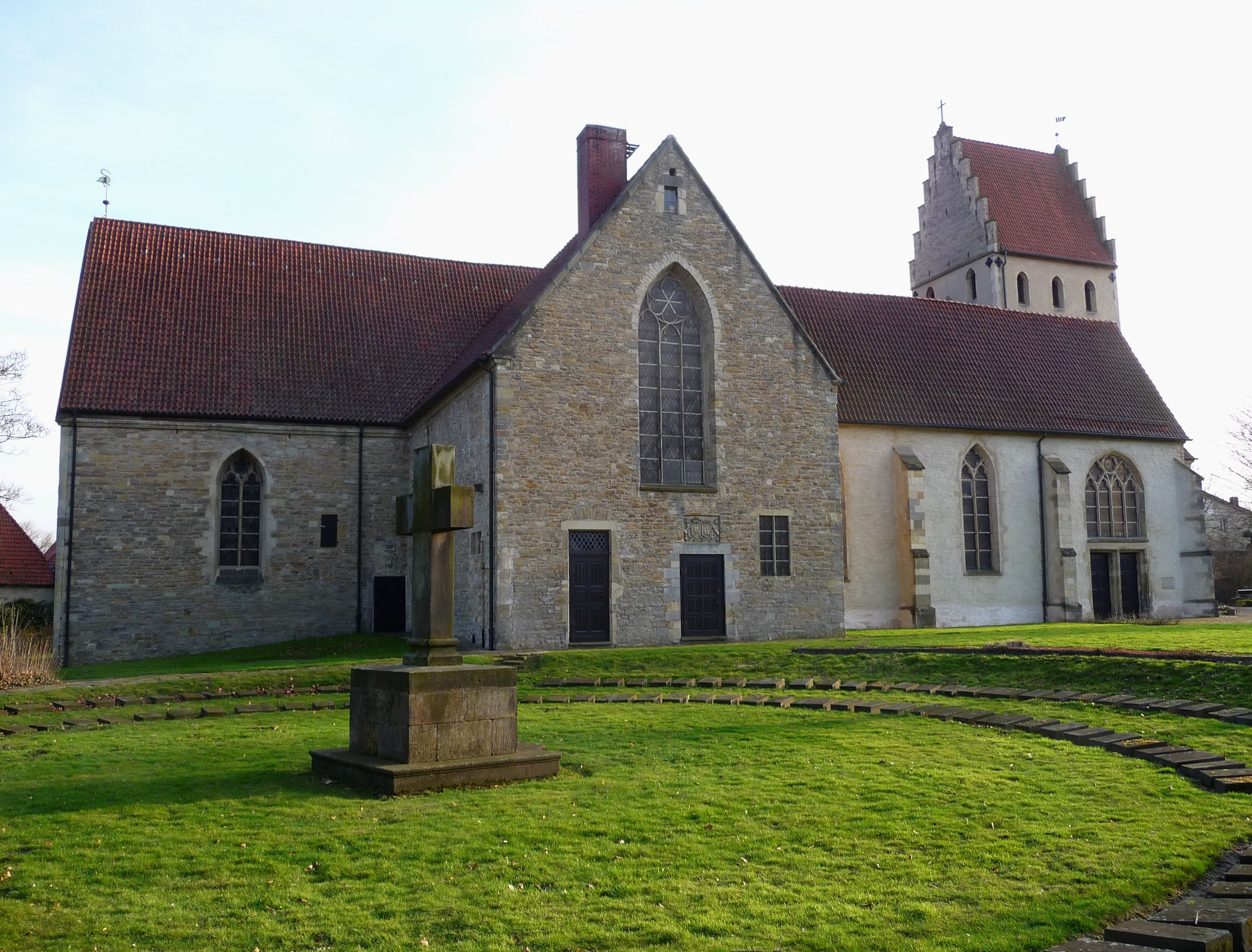
De Grote Kerk in Steinfurt, de kerk van de commanderij Steinfurt.

## Voorouders
| Voorouders van graaf Otto V van Waldeck-Eisenberg | Voorouders van graaf Otto V van Waldeck-Eisenberg                                                      | Voorouders van graaf Otto V van Waldeck-Eisenberg                                       | Voorouders van graaf Otto V van Waldeck-Eisenberg                                       | Voorouders van graaf Otto V van Waldeck-Eisenberg                                       | Voorouders van graaf Otto V van Waldeck-Eisenberg                                 | Voorouders van graaf Otto V van Waldeck-Eisenberg                                 | Voorouders van graaf Otto V van Waldeck-Eisenberg                                             | Voorouders van graaf Otto V van Waldeck-Eisenberg                                                       |
| ------------------------------------------------- | --- | --------------------------------------------------------------------------------------- | --------------------------------------------------------------------------------------- | --------------------------------------------------------------------------------------- | --------------------------------------------------------------------------------- | --------------------------------------------------------------------------------- | --------------------------------------------------------------------------------------------- | --- |
| Betovergrootouders                                | Hendrik VII van Waldeck-Waldeck (?–na 1442) ⚭ 1398 Margaretha van Nassau-Wiesbaden-Idstein (?–na 1432) | Michael I van Wertheim (?–1441) ⚭ 1413 Sophia van Henneberg-Aschach (?–1441)            | Johan van Solms-Braunfels (?–1457) ⚭ ca. 1429 Elisabeth van Cronberg (?–1438)           | Johan IV van Salm (?–1476) ⚭ 1432 Elisabeth van Hanau-Münzenberg (?–1446)               | Otto II van Hoya (?–1428) ⚭ Mechteld van Brunswijk-Wolfenbüttel (?–1433)          | Koenraad IV van Rietberg (?–1428) ⚭ Irmgard van Diepholz (?–1426)                 | Simon IV van Lippe (1404–1429) ⚭ ca. 1426 Margaretha van Brunswijk-Grubenhagen (1411–na 1456) | Otto II van Holstein-Schaumburg (1400–1464) ⚭ 1418 Elisabeth van Honstein-Lohra-Klettenburg (1400–1474) |
| Overgrootouders                                   | Wolraad I van Waldeck-Waldeck (1407–1475) ⚭ 1440 Barbara van Wertheim (?–?)                            | Wolraad I van Waldeck-Waldeck (1407–1475) ⚭ 1440 Barbara van Wertheim (?–?)             | Kuno van Solms-Lich (?–1477) ⚭ 1457 Walpurgis van Dhaun (?–?)                           | Kuno van Solms-Lich (?–1477) ⚭ 1457 Walpurgis van Dhaun (?–?)                           | Otto III van Hoya (?–1455) ⚭ Adelheid van Rietberg (?–1459)                       | Otto III van Hoya (?–1455) ⚭ Adelheid van Rietberg (?–1459)                       | Bernhard VII van Lippe (1429–1511) ⚭ 1452 Anna van Holstein-Schaumburg (1430–1495)            | Bernhard VII van Lippe (1429–1511) ⚭ 1452 Anna van Holstein-Schaumburg (1430–1495)                      |
| Grootouders                                       | Filips II van Waldeck-Eisenberg (1452/53–1524) ⚭ 1481 Catharina van Solms-Lich (?–1492)                | Filips II van Waldeck-Eisenberg (1452/53–1524) ⚭ 1481 Catharina van Solms-Lich (?–1492) | Filips II van Waldeck-Eisenberg (1452/53–1524) ⚭ 1481 Catharina van Solms-Lich (?–1492) | Filips II van Waldeck-Eisenberg (1452/53–1524) ⚭ 1481 Catharina van Solms-Lich (?–1492) | Otto IV van Hoya (1425–1497) ⚭ Anna van Lippe (1452–1533)                         | Otto IV van Hoya (1425–1497) ⚭ Anna van Lippe (1452–1533)                         | Otto IV van Hoya (1425–1497) ⚭ Anna van Lippe (1452–1533)                                     | Otto IV van Hoya (1425–1497) ⚭ Anna van Lippe (1452–1533)                                               |
| Ouders                                            | Filips III van Waldeck-Eisenberg (1486–1539) ⚭ 1503 Adelheid van Hoya (1475–1513)                      | Filips III van Waldeck-Eisenberg (1486–1539) ⚭ 1503 Adelheid van Hoya (1475–1513)       | Filips III van Waldeck-Eisenberg (1486–1539) ⚭ 1503 Adelheid van Hoya (1475–1513)       | Filips III van Waldeck-Eisenberg (1486–1539) ⚭ 1503 Adelheid van Hoya (1475–1513)       | Filips III van Waldeck-Eisenberg (1486–1539) ⚭ 1503 Adelheid van Hoya (1475–1513) | Filips III van Waldeck-Eisenberg (1486–1539) ⚭ 1503 Adelheid van Hoya (1475–1513) | Filips III van Waldeck-Eisenberg (1486–1539) ⚭ 1503 Adelheid van Hoya (1475–1513)             | Filips III van Waldeck-Eisenberg (1486–1539) ⚭ 1503 Adelheid van Hoya (1475–1513)                       |